# Horatio Seymour
Horatio Seymour (Pompey, 31 maggio 1810 – New York, 12 febbraio 1886) è stato un politico statunitense, 18º governatore dello Stato di New York dal 1853 al 1854 e dal 1863 al 1864. È stato il candidato del Partito Democratico alle elezioni presidenziali del 1868 ma fu sconfitto dal repubblicano Ulysses S. Grant.